# Solero (Piemont)
Solero (piemontiul: Soleri vagy Solìare) település Olaszországban, Piemont régióban, Alessandria megyében. Lakosainak száma 1572 fő (2023. január 1.). Solero Alessandria, Felizzano, Oviglio és Quargnento községekkel határos.

## Népesség
A település lakossága az elmúlt években az alábbi módon változott:
| Lakosok száma | 1653 | 1676 | 1572 |
|               | 2017 | 2018 | 2023 |